# 임의 접근 제어
임의 접근 제어(영어: Discretionary Access Control, DAC)는 접근을 요청하는 자의 신원, 어떤 사람이 접근 승인이 되는 지를 말해주는 접근 규칙들에 기반하는 접근 제어이다.

## 종류
- 접근 제어 행렬(Access control Matrix): 접근 행렬의 한쪽 차원은 자원에 접근을 시도하는 확인된 주체(사용자, 터미널,네트 워크 장비, 호스트 등)로 구성된다. 주체(사용자)는 행에 표시한다.

객체(자원)는 열에 표시한다
|                    | OS  | Accouting Program | Accounting Data | Insurance Data | Payroll Data |
| Bob                | rx  | rx                | r               | ---            | ---          |
| Alice              | rx  | rx                | r               | rw             | rw           |
| Sam                | rwx | rwx               | r               | rw             | rw           |
| Accounting Program | rx  | rx                | rw              | rw             | rw           |

- 권한 목록(C-List, 접근가능목록) – 접근 제어 행렬은 행으로 분리함.

C-list(Alice) = [(OS,rw), (Accounting Program, rw), (Accounting Data, rw), (Payroll data, rw)]
- 접근 제어 목록 (Access control lists: ACLs) – 접근 제어 행렬은 열로 분리함.

ACL(Insurance Data) = [(Bob,---), (Alice,rw), (Sam, rw), (Accouting Program, rw)]